# Brasiliogomphus uniseries
Brasiliogomphus uniseries är en trollsländeart som beskrevs av Belle 1995. Brasiliogomphus uniseries ingår i släktet Brasiliogomphus och familjen flodtrollsländor. Inga underarter finns listade i Catalogue of Life.